# The Alchemist
The Alchemist (* 25. Oktober 1977 in Beverly Hills, Kalifornien; bürgerlich Alan Daniel Maman) ist ein US-amerikanischer Hip-Hop-Produzent, DJ und Rapper.

## Karriere
Als Rapper begann The Alchemist 1993 seine Karriere in der Gruppe The Whooliganz als Mudfoot. Die Gruppe wurde von Cypress Hill und House of Pain entdeckt und wurde Mitglied bei den Soul Assassins. Nach der Auflösung der Gruppe blieb Alchemist im Umfeld von Cypress Hill und lernte bei DJ Muggs die Musikproduktion.
Er produzierte Tracks für Mobb Deep, Eminem, Nas oder Jadakiss. Seit Mai 2005 ist er Eminems Live-DJ und fungierte nach dem Ausstieg von DJ Green Lantern bei der Anger Management Tour 3 als dessen Tour-DJ. Er steht zwar nicht bei Shady Records unter Vertrag, produzierte für das Label jedoch unter anderem einige Tracks auf dem Album Eminem Presents: The Re-Up. 2008 veröffentlichte er über iTunes die EP The Alchemist′s Cookbook: Better Living Through Chemistry. Mit dem Produzenten Oh No brachte er im Jahr 2010 unter dem Bandnamen Gangrene das Album Gutter Water heraus. Neben eigenen Raps steuerten Fashawn, Evidence, Raekwon, M.E.D., Guilty Simpson, Planet Asia, Rocc und die Big Twins Gastverse bei. 2012 erschien das Nachfolgealbum des Duos, Vodka & Ayahuasca.
Im Juli 2012 veröffentlichte The Alchemist das Projektalbum Russian Roulette, dessen Songs nur Samples von russischen Liedern beinhalten. 2013 produzierte er das komplette Album „My 1st Chemistry Set“ des Detroiter Rappers Boldy James, das über Decon Records erschien.
Seinen bisher größten Erfolg mit einer eigenen Veröffentlichung feierte er 2014 mit dem Album Lord Steppington, das er gemeinsam mit Evidence als Step Brothers aufgenommen hat. Als weitere Gäste sind unter anderem Styles P von D-Block, Rakaa von den Dilated Peoples und Roc Marciano zu hören.

## Diskografie
Alben
- 2004: 1st Infantry
- 2007: Rapper’s Best Friend: An Instrumental Series
- 2009: Chemical Warfare
- 2010: Gutter Water (mit Oh No) (Gangrene)
- 2011: Covert Coup (mit Curren$y)
- 2012: Rapper’s Best Friend 2: An Instrumental Series
- 2012: Vodka & Ayahuasca (mit Oh No) (Gangrene)
- 2012: Russian Roulette
- 2012: No Idols (mit Domo Genesis) (OFWGKTA)
- 2012: Rare Chandeliers (mit Action Bronson)
- 2013: Albert Einstein (mit Prodigy)
- 2013: 360 Waves (mit Durag Dynasty)
- 2013: My 1st Chemistry Set (mit Boldy James)
- 2014: Lord Steppington (mit Evidence als Step Brothers)
- 2014: The Good Book (mit Budgie)
- 2014: Rapper’s Best Friend 3: An Instrumental Series
- 2015: Israeli Salad
- 2016: The Silent Partner (mit Havoc)
- 2017: Rapper’s Best Friend 4 (An Instrumental Series)
- 2018: Bread
- 2019: Lamb Over Rice (mit Action Bronson)
- 2019: Yacht Rock 2
- 2019: Rapper’s Best Friend 5 (An Instrumental Series)
- 2020: Alfredo (mit Freddie Gibbs)
- 2020: LULU (mit Conway the Machine)
- 2020: The Food Villain
- 2020: The Price Of Tea In China (mit Boldy James)
- 2021: Haram (mit Armand Hammer (Billy Woods & E L U C I D)
- 2021: Bo Jackson (mit Boldy James)
- 2021: Rapper’s Best Friend 6 (An Instrumental Series)
- 2021: Super Tecmo Bo (mit Boldy James)
- 2021: This Thing Of Ours
- 2022: Continuance (mit Curren$y)
- 2022: The Elephant Mans Bones (mit Roc Marciano)
- 2023: The Great Escape (mit Larry June)
- 2023: No Idols (mit Domo Genesis) (OFWGKTA) (von 2012)
- 2023: Flying High
- 2023: Faith Is a Rock (mit Mike & Wiki)
- 2023: Voir Dire (mit Earl Sweatshirt)
- 2023: Flying High, Part 2
- 2023: Hall & Nash 2 (mit Westside Gunn & Conway the Machine)
- 2024: Heads I Win, Tails You Lose (mit Oh No)
- 2024: Black & Whites (mit Big Hit & Hit Boy)
- 2024: The Genuine Articulate
- 2024: The Skeleton Key (mit Roc Marciano)
- 2025: Life is Beautiful (mit Larry June und 2Chainz)
- 2025: Alfredo 2 (mit Freddie Gibbs)

Mixtapes
- 2003: The Cutting Room Floor
- 2003: Insomnia
- 2006: The Chemistry Files Vol. 1
- 2006: No Days Off
- 2007: The Cutting Room Floor Vol. II

EPs
- 2004: The Alchemist presents Heavy Surveillance
- 2008: The Alchemist′s Cookbook: Better Living Through Chemistry
- 2010: Sawblade (mit Oh No)
- 2011: Greneberg (mit Roc Marciano und Oh No)
- 2012: Odditorium (mit Oh No)
- 2025: The Rose Bowl (mit The High & Mighty und Your Old Droog)

Singles
- 2003: The Midnight Creep (The Alchemist, Mobb Deep, Twin & Evidence)
- 2004: Hold You Down
- 2008: Lose Your Life mit Snoop Dogg, Jadakiss & Pusha T

Weitere Lieder
- 2018: E.Coli (feat. Earl Sweatshirt, US: Gold)[8]